# Jean-Joseph Danet
Pour les articles homonymes, voir Danet.
Jean-Joseph Danet est un homme politique français né le 11 janvier 1751 à Vannes (Morbihan) et décédé le 19 septembre 1820 dans la même ville.
Président de l'administration départementale, il est élu député du Morbihan au Conseil des Anciens le 24 germinal an VIII. Favorable au coup d'État du 18 brumaire, il siège au Corps législatif jusqu'en 1803, puis devient receveur général dans le Morbihan.

## Sources
- « Jean-Joseph Danet », dans Adolphe Robert et Gaston Cougny, Dictionnaire des parlementaires français, Edgar Bourloton, 1889-1891 [détail de l’édition]
- Sa fiche sur le site de l'Assemblée nationale